# Emil Bobrowski

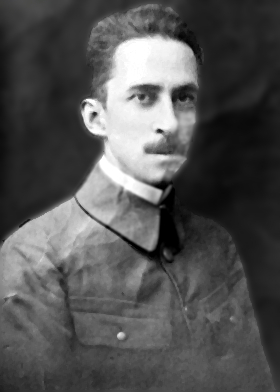
Emil Bobrowski

Emil Bobrowski (* 18. April 1876 in Niepołomice, Galizien; † 12. April 1938 in Krakau) war ein polnischer Mediziner und Politiker (Polnische Sozialdemokraten). Er war Abgeordneter zum Österreichischen Abgeordnetenhaus, Mitglied des verfassungsgebenden Sejms, Mitglied des Sejm und des Senats sowie Vizebürgermeister von Krakau.

## Leben
Bobrowski wurde als Sohn des Försters und Leiters der Forstverwaltung Niepołomice Leopold Bobrowski geboren. Er besuchte bis 1894 das Gymnasium in Krakau und studierte ab diesem Jahr Medizin an der Universität Krakau bzw. 1898 an der Universität Wien und promovierte 1901 in Krakau zum Dr. med. Bobrowski trat 1901 eine Stelle als Assistenzarzt in Kosów an und wurde 1904 Krankenkassenarzt in Krakau. Ab 1907 arbeitete er als Bezirkskrankenkassenarzt in Podgórze, das 1915 nach Krakau eingemeindet wurde. Er leistete nach Ausbruch des Ersten Weltkriegs zwischen 1914 und 1917 seinen Militärdienst in der Polnischen Legion ab, wobei er zunächst Bataillonsarzt und später Regimentsarzt war. 1916 stieg er zum Sanitätschef auf, 1917 wurde er stellvertretender Sanitätschef im Kommando der Legion. Nach dem Ende des Ersten Weltkrieges arbeitete Bobrowski bis 1923 als Leiter der Schlichtungsstelle für Arbeitsunfälle in Krakau, 1927 wurde er Chefarzt der Krankenkasse in Krakau. Er übernahm in der Folge von 1929 bis 1932 die Stelle des Vorsitzenden des Verbandes der Bezirkskrankenkassen und war zuletzt von 1934 bis 1935 Arzt der Krankenversicherungsanstalt in Krakau.
Bobrowski war zunächst lokalpolitisch aktiv und wurde 1908 Stadtrat in Podgórze. Er engagierte sich in dieser Stadt über 25 Jahre als Obmann des Vereins „Arbeiterheim“ und trat nach dem Rücktritt von Witold von Korytowski bei der Reichsratsersatzwahl 1913 im Wahlbezirk Galizien 19 für die Polnischen Sozialdemokraten an. Er wurde am 21. Oktober 1913 zum Abgeordneten des Abgeordnetenhauses gewählt, dem er bis zum 12. November 1918 angehörte. Nach dem Zusammenbruch der Habsburgermonarchie war Bobrowski von 1919 bis 1922 Mitglied des polnischen verfassungsgebenden Sejm und bis 1929 Mitglied des Sejms. Zudem wirkte er zwischen 1930 und 1938 im Senat. Nachdem er von 1917 bis 1918 bereits Stadtrat in Krakau gewesen war, wirkte er von 1921 bis 1923 auch als Vizebürgermeister in Krakau.
Bobrowski heiratete 1901 und wurde Vater von drei Söhnen.